# Atrás da Gare Saint-Lazare
Atrás da Gare Saint-Lazare é uma foto em preto e branco tirada pelo fotógrafo francês Henri Cartier-Bresson em Paris em 1932. A imagem tem dimensões variáveis, de acordo com as diferentes estampas, sendo uma delas de 44,8 por 29,8 cm. É uma das suas fotos mais conhecidas e aclamadas pela crítica e tornou-se icónica do seu estilo que tentava captar o momento decisivo da fotografia. A foto foi considerada uma das 100 fotos mais influentes de todos os tempos pela revista Time.
A foto espontânea foi tirada por Cartier-Bresson na Place de l'Europe, em frente à estação ferroviária de Saint-Lazare, em Paris, com sua câmera portátil Leica. Nesse caso, ele focou um homem que salta sobre um solo molhado, sem tocá-lo, enquanto sua sombra se reflete sob ele. Atrás dele, pôsteres em uma parede anunciam dançarinos, que parecem ecoar o movimento do homem, e o Circo Railowski. O homem fica para sempre emoldurado no ar, sem tocar na água. Esta foi uma das poucas fotos que o artista recortou. Cartier-Bresson explicou que "Havia uma cerca de tábuas ao redor de alguns reparos atrás da Gare [Saint] Lazare, e eu estava espiando pelos espaços com o olho da minha câmera. Isso é o que eu vi. O espaço entre as pranchas não era suficientemente grande o suficiente para minha lente, motivo pela qual a imagem foi cortada à esquerda."
Há impressões desta fotografia em várias coleções públicas, incluindo a Fundação Henri Cartier-Bresson, em Paris, o Museu de Arte Moderna, em Nova York, o Centro Internacional de Fotografia, em Nova York, e o Museu de Arte Moderna de São Francisco.